# Иван Руменов
Иван Владимиров Руменов е български лекар хирург. Работи в областта на онкологията.

## Биография
Роден е на 20 юни 1914 година в Стара Загора в семейството на военния лекар Владимир Руменов от Крушево и Люба Кюпева, учителка и революционерка от Велес.
Завършва Втора софийска мъжка гимназия в 1933 година с пълно отличие, след това следва медицина в Софийския университет. Като студент е на разменни начала по един семестър във Варшава (1936) и в клиниката на професор Шмиден във Франкфурт на Майн (1938). Дипломира се в 1939 година с теза върху рака на езика. Голямото му желание е да специализира при прочутия професор Александър Станишев и тъй като при него няма вакантно място за стажант, той постъпва като доброволен сътрудник. Постоянно е в клиниката, дори живее в нея, учейки се от професор Станишев, асистира при операции и дава дежурства. На него проф. Станишев споделя, че влиза в политиката заради македонския въпрос.
Отбива военната си служба в Школата за запасни офицери в София, а през 1943 г. три месеца е мобилизиран в дивизионната болница в Битоля. По време на бомбардировките на София през януари 1944 г. е евакуиран във Враца и Стражица. След включването на България във войната е хирург на Първи санитарен влак. По-късно е началник на Първо отделение на Първа софийска местна болница.
Взима изпит за специалност по хирургия в 1945 година. Работи в Александровската болница, но в 1948 година комунистическата власт го кара да напусне и да отиде някъде другаде. Отива в Бургас. В 1954 година му е разрешено да се върне в София и е назначен за шеф на хирургичното отделение при Градския онкологичен диспансер „Д-р Рачо Ангелов“, после е преместен във Втора градска болница, в „Пирогов“, от 1975 г. е шеф на хирургичното отделение на ямболската окръжна болница. Пенсиониран в 1981 година, той продължава да работи още пет години в Пирдопската болница, началник на хирургичното отделение. От 1987 г. почти до смъртта си е консултант на обществени начала в Центъра по онкология в София.
Женен е за д-р Йордана Стефанова Бозвелиева (1948).
Умира на 27 март 1994 година в София.
Събития от живота му служат за създаването на художествения филм „Още нещо за любовта“ (2010).

## Научни приноси
Автор е на няколко оперативни метода из областта на коремната хирургия, които са признати за рационализации. Методът му за цялостно премахване на стомаха при рак е оценен и рефериран в хирургичните списания на Европа, а през 1982 г.одина е поканен от университета в Ричмънд (САЩ) за оперативна демонстрация. Има 174 научни публикации, от които 28 на английски, немски, френски, руски и румънски.

## Отличия
Удостоен е с орден „Кирил и Методий“ І степен, Орден на труда – златен, „Климент Охридски“. Заслужил деятел е на Българския червен кръст.

## Родословие
|  |  |  |  |  |  |  |  |  |  |  |  |  |  |  |  | Йован Мушевски (1820 – 1900) | Йован Мушевски (1820 – 1900) | Йован Мушевски (1820 – 1900) | Йован Мушевски (1820 – 1900) | Йован Мушевски (1820 – 1900)   | Йован Мушевски (1820 – 1900)   |                                |                                | Румена Везенкова (1825 – 1881) | Румена Везенкова (1825 – 1881) | Румена Везенкова (1825 – 1881) | Румена Везенкова (1825 – 1881) | Румена Везенкова (1825 – 1881) | Румена Везенкова (1825 – 1881) |                           |                           |                           |                           |  |  |
|  |  |  |  |  |  |  |  |  |  |  |  |  |  |  |  | Йован Мушевски (1820 – 1900) | Йован Мушевски (1820 – 1900) | Йован Мушевски (1820 – 1900) | Йован Мушевски (1820 – 1900) | Йован Мушевски (1820 – 1900)   | Йован Мушевски (1820 – 1900)   |                                |                                | Румена Везенкова (1825 – 1881) | Румена Везенкова (1825 – 1881) | Румена Везенкова (1825 – 1881) | Румена Везенкова (1825 – 1881) | Румена Везенкова (1825 – 1881) | Румена Везенкова (1825 – 1881) |                           |                           |                           |                           |  |  |
|  |  |  |  |  |  |  |  |  |  |  |  |  |  |  |  |                              |                              |                              |                              |                                |                                |                                |                                |                                |                                |                                |                                |                                |                                |                           |                           |                           |                           |  |  |
|  |  |  |  |  |  |  |  |  |  |  |  |  |  |  |  |                              |                              |                              |                              | Владимир Руменов (1870 – 1839) | Владимир Руменов (1870 – 1839) | Владимир Руменов (1870 – 1839) | Владимир Руменов (1870 – 1839) | Владимир Руменов (1870 – 1839) | Владимир Руменов (1870 – 1839) |                                |                                | Люба Кюпева (1878 – 1853)      | Люба Кюпева (1878 – 1853)      | Люба Кюпева (1878 – 1853) | Люба Кюпева (1878 – 1853) | Люба Кюпева (1878 – 1853) | Люба Кюпева (1878 – 1853) |  |  |
|  |  |  |  |  |  |  |  |  |  |  |  |  |  |  |  |                              |                              |                              |                              | Владимир Руменов (1870 – 1839) | Владимир Руменов (1870 – 1839) | Владимир Руменов (1870 – 1839) | Владимир Руменов (1870 – 1839) | Владимир Руменов (1870 – 1839) | Владимир Руменов (1870 – 1839) |                                |                                | Люба Кюпева (1878 – 1853)      | Люба Кюпева (1878 – 1853)      | Люба Кюпева (1878 – 1853) | Люба Кюпева (1878 – 1853) | Люба Кюпева (1878 – 1853) | Люба Кюпева (1878 – 1853) |  |  |
|  |  |  |  |  |  |  |  |  |  |  |  |  |  |  |  |                              |                              |                              |                              |                                |                                |                                |                                |                                |                                |                                |                                |                                |                                |                           |                           |                           |                           |  |  |
|  |  |  |  |  |  |  |  |  |  |  |  |  |  |  |  |                              |                              |                              |                              |                                |                                |                                |                                | Иван Руменов (1914 – 1994)     |                                |                                |                                |                                |                                |                           |                           |                           |                           |  |  |